# Piotr Skarga

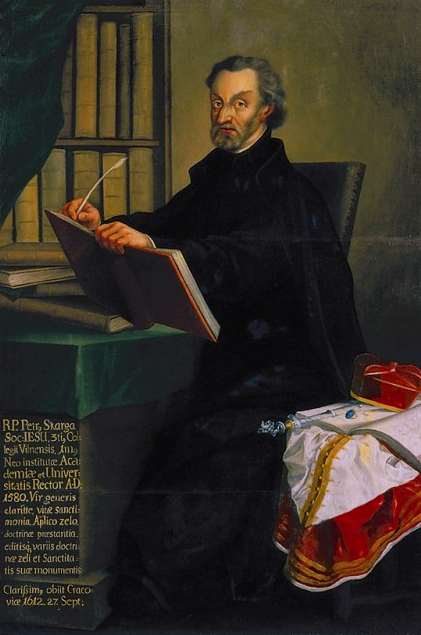
Piotr Skarga

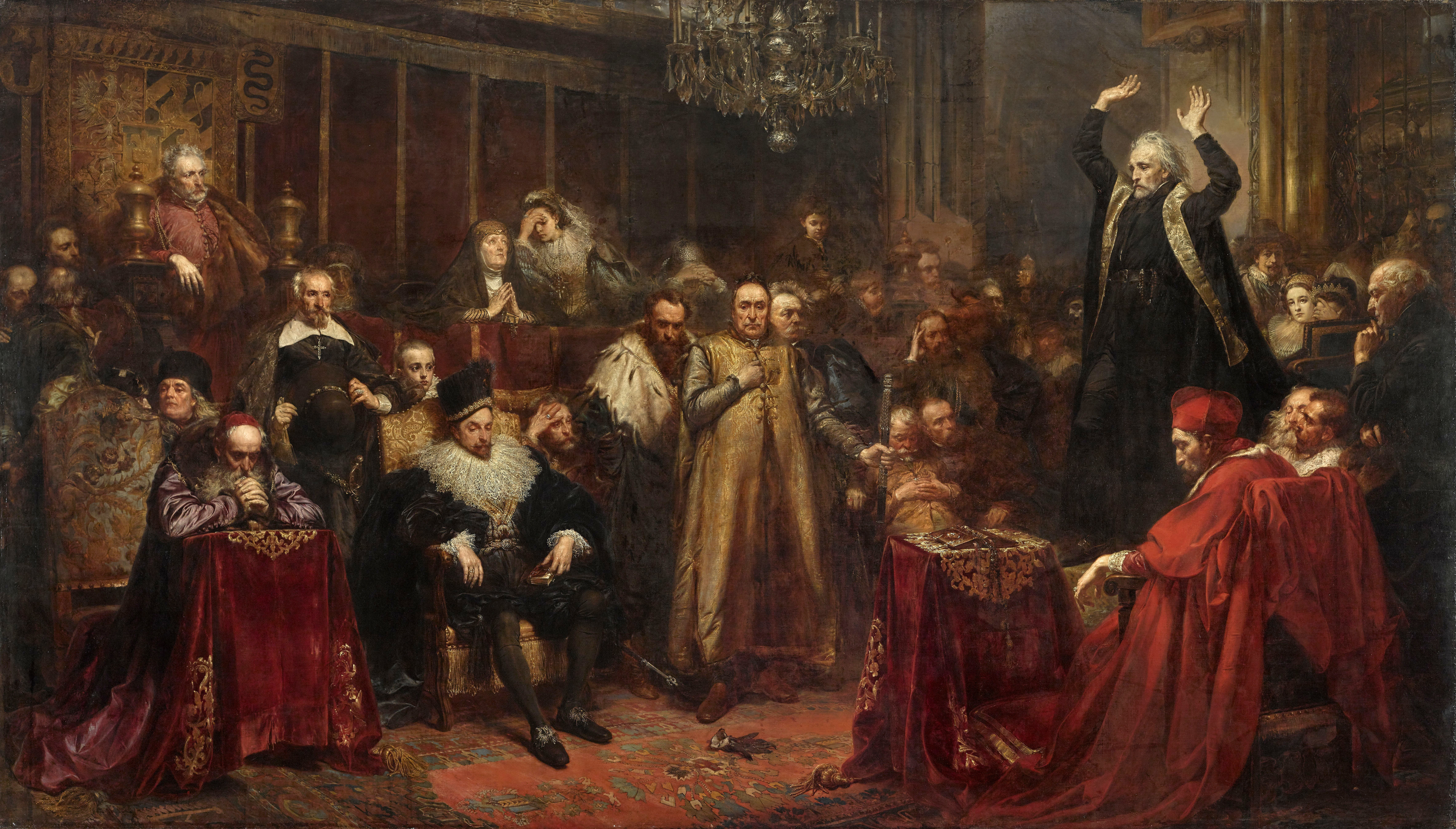
Piotr Skarga (rechts stehend) auf dem Gemälde Skargas Predigt des polnischen Historienmalers Jan Matejko. Da Skarga bei Hofe nicht mündlich predigte, sondern in schriftlicher Form, ist unwahrscheinlich, dass die Szene der historischen Realität entspricht.

Piotr Skarga (tatsächlicher Name Piotr Powęski; * 2. Februar 1536 in Grójec; † 27. September 1612 in Krakau) war ein polnischer Jesuit, Prediger, Hagiograph, Polemiker und die führende Persönlichkeit der Gegenreformation in der polnisch-litauischen Rzeczpospolita des späten 16. Jahrhunderts.
Skarga hatte an der Universität Krakau studiert und war drei Jahre Hauslehrer in Wien gewesen, bis er 1564 Domprediger und Kanonikus in Lemberg wurde. Im Jahr 1569 trat er in Rom ins Noviziat des Jesuitenordens. Nachdem er dem Orden ab 1571 in Polen, Livland und Litauen als Prediger und Missionar gedient hatte, ernannte er ihn 1579 zum Provinzial für Polen. König Stephan Báthory berief Skarga 1580 zum ersten Rektor des neu gegründeten Jesuitenkollegs in Polock und noch im selben Jahr zum Rektor der aus einem Jesuitenkolleg unter Jakub Wujek entstandenen Universität Vilnius, bis ihn der Orden ab 1584 als Superior in Krakau einsetzte. Ab 1588 war er dort als Prediger am Hofe Königs Sigismund III. Wasas tätig, folglich predigte er manchmal auch im polnischen Parlament, dem Sejm. Der polnische Adel schrieb ihm großen Einfluss auf König Sigismund zu (Skarga war ein Befürworter starker königlicher Gewalt in der Adelsrepublik). Unter seinen Schriften sind die Leben der Heiligen (Żywoty świętych, 1579), seine Sejm-Predigten (Kazania sejmowe, 1597) und die Moralischen Schreiben, die das Vorbild des polnischen Ritters beschreiben, bis heute bemerkens-, wie auch lesenswert.
Skarga wird in Polen als tatkräftiger Fürsprecher von Reformen der Staatsverwaltung Polen-Litauens und Kritiker der adelsrepublikanischen Regierungsaristokratie gesehen. Er befürwortete die Stärkung königlicher Macht auf Kosten des Sejms, der Magnaten und der Szlachta. Er etablierte und vergrößerte viele katholische Wohltätigkeitsgesellschaften und Jesuitenschulen und war einer der Schöpfer der Kirchenunion von Brest. Aufgrund seiner rhetorischen Fähigkeiten wird Skarga auch als „polnischer Bossuet“ bezeichnet.
Skargas Grab befindet sich in der St.-Peter-und-Paul-Kirche in Krakau.
Anlässlich des 400. Todestages Skargas beschloss 2011 der Sejm, das polnische Parlament, mit großer Mehrheit, Skarga als Person des Jahres 2012 zu ehren. Ein Asteroid wurde 2024 nach ihm benannt: (327977) Skarga.